# Car Seat Headrest
Car Seat Headrest is een Amerikaanse indierockband die in 2010 in Leesburg, Virginia werd opgericht. Sinds 2015 heeft de groep een contract bij Matador Records.

## Geschiedenis

### 2010-2014: solo releases
Car Seat Headrest begon als het soloproject van Will Toledo (geboren: 23 augustus 1992) kort na zijn middelbareschooltijd. Toledo had eerder muziek uitgebracht onder de naam Nervous Young Men en Mr Yay Okay, maar hij stopte ermee aangezien hij moeite had een publiek op te bouwen. Hij besloot om experimentele nummers anoniem te publiceren. Toledo koos de naam Car Seat Headrest (letterlijk vertaald als "autostoel hoofdsteun") omdat hij de vocalen van zijn vroege albums vaak op de achterbank van zijn auto opnam voor privacy.
Toledo bracht zijn eerste vier albums uit onder de naam Car Seat Headrest gedurende de zomer van 2010: 1, 2, 3 en 4. Deze albums zijn evenals Little Pieces Of Paper With “No” Written On Them enkel te beluisteren op de streamingdienst Bandcamp. Het met B-sides gevulde Disjecta Membra is alleen te beluisteren via Youtube.

## Discografie

### Studioalbums
| Album met eventuele hitnotering(en) in de Nederlandse Album Top 100 | Datum van verschijnen | Datum van binnenkomst | Hoogste positie | Aantal weken | Opmerkingen |
| ------------------------------------------------------------------- | --------------------- | --------------------- | --------------- | ------------ | ----------- |
| Teens Of Denial                                                     | 2016                  | 16-07-2016            | 82              | 1            |             |
| Twin Fantasy (Mirror To Mirror)                                     | 2015                  | 24-02-2018            | 88              | 1            |             |

| Album met hitnotering(en) in de Vlaamse Ultratop 200 albums | Datum van verschijnen | Datum van binnenkomst | Hoogste positie | Aantal weken | Opmerkingen |
| ----------------------------------------------------------- | --------------------- | --------------------- | --------------- | ------------ | ----------- |
| Teens Of Style                                              | 2015                  | 28-05-2016            | 117             | 2            |             |
| Teens Of Denial                                             | 2016                  | 11-06-2016            | 121             | 10           |             |
| Twin Fantasy (Mirror To Mirror)                             | 2018                  | 24-02-2018            | 43              | 7            |             |

- Little Pieces Of Paper With "No" Written On Them (2008)
- 1 (2010)
- 2 (2010)
- 3 (2010)
- 4 (2010)
- My Back Is Killing Me Baby (2011)
- Twin Fantasy (Mirror to Mirror) (2011)
- Monomania (2012)
- Nervous Young Man (2013)
- Disjecta Membra (2013)
- How To Leave Town (2014)
- Twin Fantasy (Face to Face) (2018)
- Making a Door Less Open (2020)

### Ep's
- Living While Starving (2012)
- MADLO remixes  (2021)
- MADLO influences (2021)